# Campeonato Paulista de Futebol de 1984
O Campeonato Paulista de Futebol de 1984 foi a 44.ª edição do campeonato organizado pela Federação Paulista de Futebol e disputado em sistema de pontos corridos.
Ele teve como campeão o Santos, após vencer o Corinthians por 1 a 0, na última rodada.
Os artilheiros do campeonato foram Serginho Chulapa, do Santos, e Chiquinho, do Botafogo, com dezesseis gols marcados cada.

## Participantes
- América
- Botafogo
- Comercial
- Corinthians
- Ferroviária
- Guarani
- Internacional de Limeira
- Juventus
- Marília
- Palmeiras
- Ponte Preta
- Portuguesa
- Santo André
- Santos
- São Bento
- São Paulo
- Taquaritinga
- Taubaté
- XV de Jaú
- XV de Piracicaba

## Sistema de disputa
Com o sistema de disputa de pontos corridos, ao final da trigésima oitava rodada, o Santos sagrou-se campeão, com o maior número de pontos.
| 1 | Santos           | 57 | 38 | 22 | 13 | 3  | 54 | 19 | 35  |
| 2 | Corinthians      | 54 | 38 | 22 | 10 | 6  | 58 | 29 | 29  |
| 3 | São Paulo        | 53 | 38 | 19 | 13 | 6  | 52 | 25 | 27  |
| 4 | Palmeiras        | 50 | 38 | 21 | 10 | 7  | 54 | 26 | 28  |
| 5 | Ponte Preta      | 46 | 38 | 17 | 12 | 9  | 52 | 36 | 16  |
| 6 | Guarani          | 43 | 38 | 15 | 13 | 10 | 50 | 37 | 13  |
| 7 | América          | 42 | 38 | 13 | 16 | 9  | 34 | 31 | 3   |
| 8 | Marília          | 40 | 38 | 14 | 12 | 12 | 41 | 28 | 13  |
| 9 | Santo André      | 40 | 38 | 11 | 18 | 9  | 38 | 38 | 0   |
| 10 | Internacional    | 38 | 38 | 13 | 12 | 13 | 31 | 38 | -7  |
| 11 | Botafogo         | 38 | 38 | 12 | 14 | 12 | 43 | 38 | 5   |
| 12 | XV de Jaú        | 35 | 38 | 9  | 17 | 12 | 34 | 45 | -11 |
| 13 | Juventus         | 32 | 38 | 9  | 14 | 15 | 36 | 44 | -8  |
| 14 | Portuguesa       | 30 | 38 | 11 | 8  | 19 | 29 | 41 | -12 |
| 15 | Comercial        | 30 | 38 | 9  | 12 | 17 | 29 | 50 | -21 |
| 16 | XV de Piracicaba | 30 | 38 | 7  | 16 | 15 | 31 | 51 | -20 |
| 17 | Ferroviária      | 28 | 38 | 8  | 12 | 18 | 34 | 54 | -20 |
| 18 | São Bento        | 28 | 38 | 8  | 12 | 18 | 27 | 50 | -23 |
| 19 | Taquaritinga     | 26 | 38 | 7  | 12 | 19 | 29 | 52 | -23 |
| 20 | Taubaté          | 20 | 38 | 5  | 10 | 23 | 25 | 49 | -24 |
| Pts – pontos; J – jogos disputados; V - vitórias; E - empates; D - derrotas; GP – gols pró; GC – gols contra; SG – saldo de gols |                  |    |    |    |    |    |    |    |     |

Classificados
|  |                                            |
|  | Campeão paulista                           |
|  | Rebaixados para a Segunda Divisão de 1985. |

### Jogo decisivo[2]
| 2 de dezembro de 1984 | Santos                     | 1 – 0 | Corinthians | Estádio do Morumbi, São Paulo                                            |
|                       | Serginho Chulapa 27' (2ºT) |       |             | Público: 101 587 Renda: Cr$ 419.323.500,00 Árbitro: José de Assis Aragão |

Santos: Rodolfo Rodríguez; Chiquinho, Márcio Rossini, Toninho Carlos e Toninho Oliveira (Gilberto); Dema, Paulo Isidoro, Humberto e Lino; Serginho Chulapa e Zé Sergio (Mário Sérgio). 
 Técnico: Castilho
Corinthians: Carlos; Édson Boaro, Juninho Fonseca, Wagner e Wladimir; Biro-Biro, Dunga, Arturzinho (Paulo César) e Zenon; Lima e João Paulo. Técnico: Jair Picerni
| Campeão Paulista de 1984 |
| Santos                   |
| ------------------------ |
| SANTOS (15º título)      |